# Villariès
 Villariès  là một xã thuộc tỉnh Haute-Garonne trong vùng Occitanie tây nam nước Pháp. Xã này nằm ở khu vực có độ cao trung bình 127 mét trên mực nước biển.
Lâu đài Jean được Bộ Văn hóa Pháp đưa vào danh sách di tích lịch sử vào năm 19998.

## Di tích

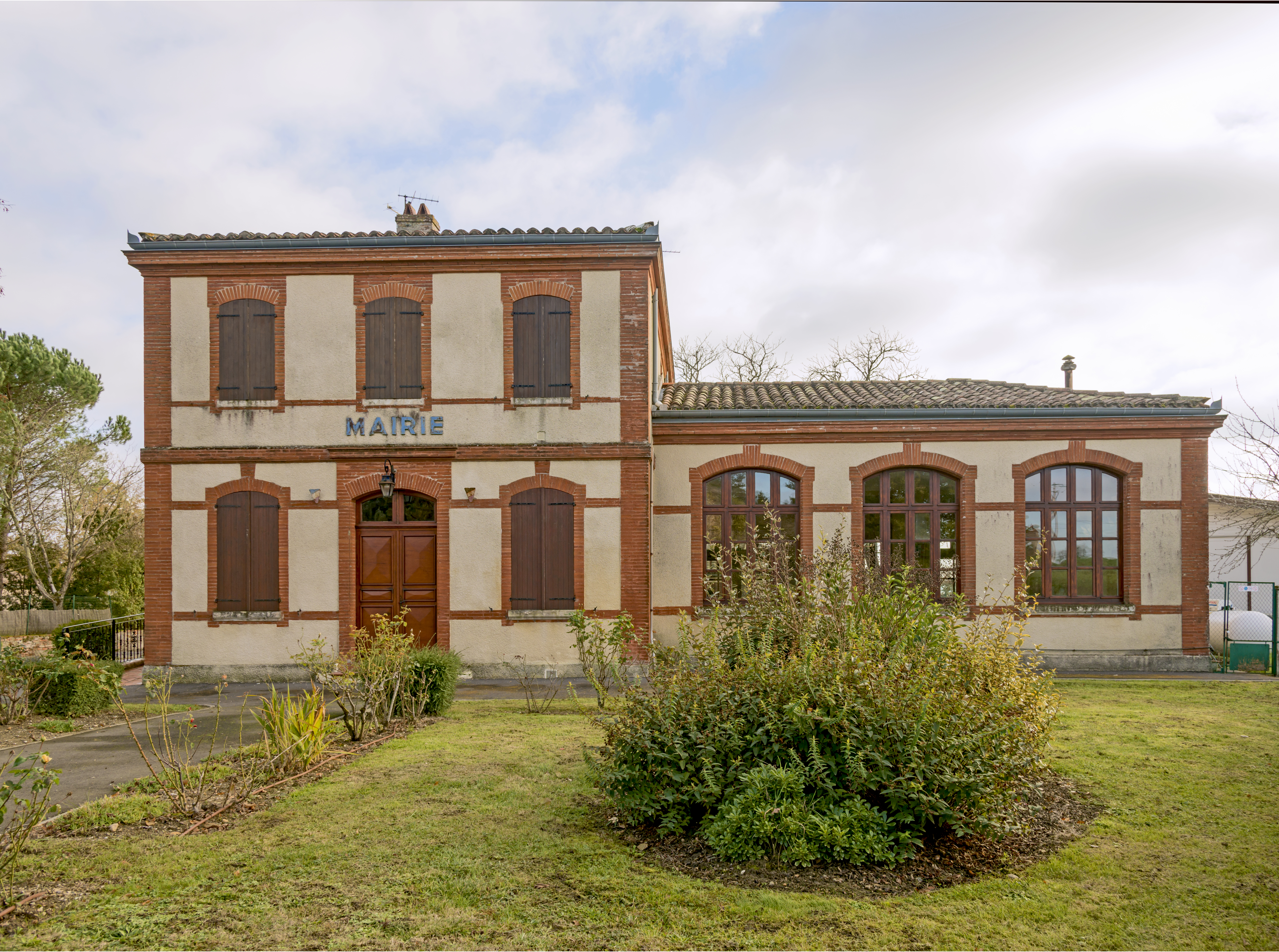
Tòa thị chính.
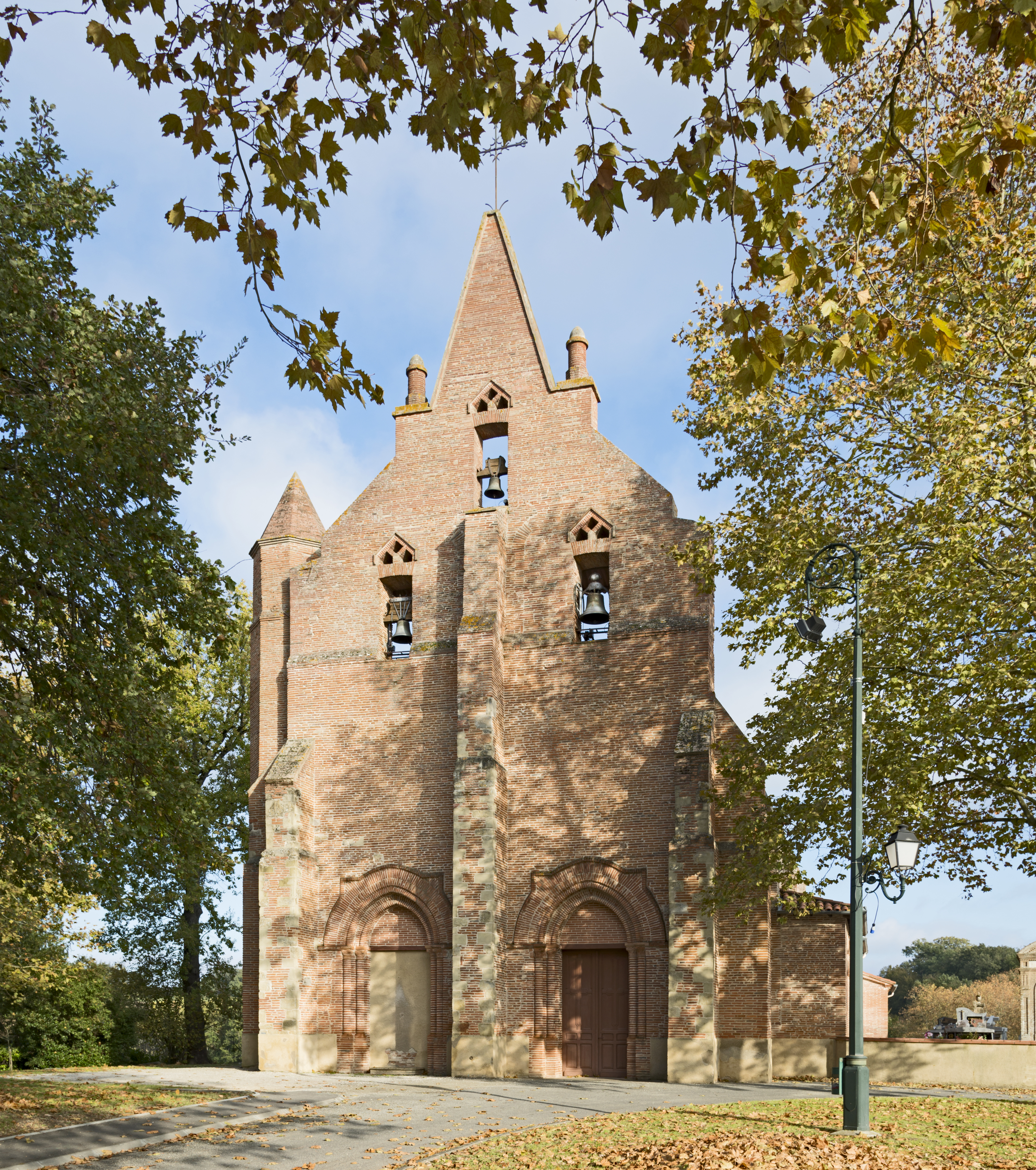
Nhà thờ.
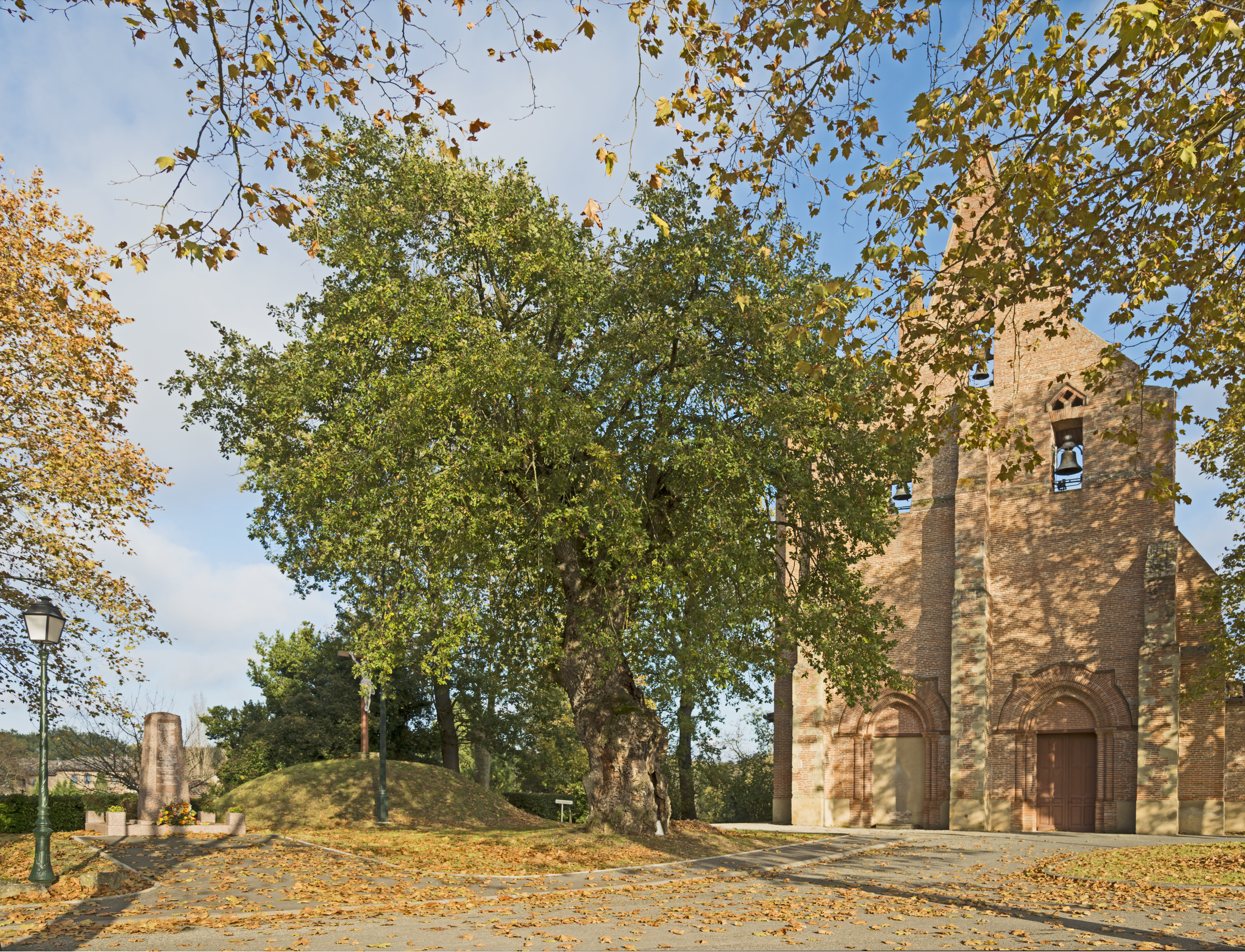
Sồi thế kỷ mười sáu.